# Glenlivet
Glenlivet je verjetno najbolj znana vrsta škotskega single malt viskija. Destilarna v škotskem Highlandsu, ki sta jo ustanovila George Smith in njegov sin, John Gordon Smith je bila ustanovljena že leta 1824 in je kot prva na Škotskem dobila licenco za proizvodnjo viskija. Novo destilarno, ki stoji še danes, so zgradili leta 1858, v bližini sotočja rek Avon in Livet. Zaradi dobre kakovosti in zadostnih količin so to vrsto izvažali že v šestdesetih letih 19. stoletja. Zaradi dobrega slovesa so tudi druge žganjarne ob reki Livet svoje viskije začele imenovati glenlivet. Že leta 1880 pa so si lastniki prvotne destilarne uspeli izboriti patentno pravico do imena in ga tako zaščititi kot lastno blagovno znamko, druge žganjarne pa so to ime lahko uporabljale le kot dodatek - longmorn glenlivet na primer.
Leta 1977 je destilarno kupil ameriški Seagram, ki je zaslužen za veliko promocijo tega viskija v ZDA. Posledica te kampanje je, da je Glenlivet danes najbolj razširjena vrsta škotskega single malt viskija v ZDA.

## Značilnosti glenliveta
- Dvanajstletni glenlivet ima oljnat in sadni vonj
- Petnajstletni glenlivet
- Osemnajstletni glenlivet ima močnejši okus po šoti, medu in vaniliji
- 21 letni glenlivet je posebna arhivska vrsta, polnjena samo za posebne priložnosti